# Vilão afeminado

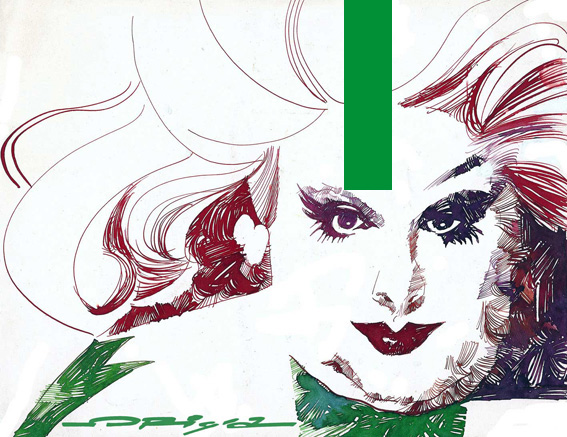
O personagem de Úrsula em A Pequena Sereia inspirou-se na drag queen Divine.

Vilão afeminado (em inglês, sissy villain) é o termo utilizado por alguns autores para descrever o que classificam como um personagem malvado na ficção que se representa com características, comportamentos ou gestos que poderiam ser percebidos como LGBTI.
Esta forma de representação da diversidade sexual impôs-se nos EUA através do Código Hays, que censurava a representação da homossexualidade de maneira positiva. Desta maneira, nas ficções, os únicos personagens permitidos que podiam ser percebidos como homossexuais deviam ter papéis malvados e ser castigados ao longo da obra.